# Mižnovići
Mižnovići su naseljeno mjesto u općini Vareš, Federacija Bosne i Hercegovine, BiH.

## Stanovništvo

### 1991.
Nacionalni sastav stanovništva 1991. godine, bio je sljedeći:
ukupno: 235
- Muslimani - 230
- Hrvati - 5

### 2013.
Nacionalni sastav stanovništva 2013. godine, bio je sljedeći:
ukupno: 99
- Bošnjaci - 97
- ostali, neopredijeljeni i nepoznato - 2